# Darya von Berner
Darya von Berner (México, 1959)  es una artista multidisciplinar nacida en México, residente en España, cuya obra abarca desde el vídeo a las instalaciones e intervenciones en espacios públicos. Su obra se basa en la construcción de ficciones con las que pretende poner en tela de juicio la realidad que nos envuelve.

## Trayectoria profesional
Estudió en la School of Visual Arts de Nueva York, completando su formación en Europa con artistas de reconocido prestigio como Enzo Cucchi, Wolf Vostell, Janis Kounellis y Tony Cragg y en España asistiendo a los Talleres de Arte Actual realizados en el Círculo de BBAA de Madrid. Su obra está en la colección permanente del Museo Nacional Centro de Arte Reina Sofía.
En 1984 comenzó su carrera profesional como artista, recibió premios y becas que la llevaron a establecerse en París. Se trasladó a continuación a Italia tras obtener la beca de la Academia Española de Bellas Artes en Roma. A partir de 1991, inicia un recorrido internacional con exposiciones en galerías de Europa y América, con presencia en las ferias de arte contemporáneo europeas de Art Basel, ARCO y Art Cologne.
Su implicación en proyectos de arte público comienza con la serie titulada “atmósferas”, en las que crea nubes reales en monumentos arquitectónicos. La primera de estas intervenciones tuvo lugar en Madrid en el año 2007, cuando envolvió con una nube la Puerta de Alcalá. Con esta intervención artística de gran impacto fue invitada para realizar sus “atmósferas” en París, Bruselas, Córdoba, etc. Su obra más reciente de esta serie ha sido la “Bandera Nube Universal” instalada frente al Peace Palace en La Haya. Otras instalaciones son las que ejecuta con luz lineal en emblemáticos espacios de la arquitectura moderna de principios del siglo XX.
En el año 2011 participa en el IV Encuentro Internacional organizado por el Ministerio de Cultura español bajo el título "El Arte es Acción" Performance & Arquitectura, comisaríado por Ariadna Cantis, dicho encuentro se compone de jornadas de performances y una exposición, actividades que se desarrollan en el Antiguo Edificio de Tabacalera.
Con objetos cotidianos colocados estratégicamente inventa pequeños escenarios coloristas para luego retratarlos, como por ejemplo una serie de tiestos con flores colocados para configurar la palabra “SIC”, o unos frascos de gel de baño convertidos en muñecas que emergen en mitad de un bosque falso. En esta serie de fotografías hay un aspecto voluntariamente naïf, con el que la artista intenta introducir una connotación irónica.
En el año 2016, presenta en la sala "Abierto por Obras" antigua cámara frigorífica del Matadero de Madrid, el proyecto Selfi, experiencia de arte público que mediante diferentes puntos iluminados con finas líneas de lámparas led, el espacio sufre una transformación que el espectador recoge mediante sus dispositivos móviles convirtiendo el espacio en una instalación interactiva.
En 2018 fue invitada por el Festival de Luz y Vanguardias de Salamanca para realizar una intervención sobre la fachada de las Escuelas Mayores de la Universidad de Salamanca para la que creó su obra Veravenus
Ha escrito para el diario El País, suplemento el viajero, sobre la arquitecta alemana  Margarete chütte-Lihotzky  que diseñó en el año 1926 la cocina doméstica que revolucionó dicho espacio con el título Margarete y su impecable cocina.